# Sophie Zubiolo
Sophie Zubiolo (Dinant, 15 januari 1973) is een gewezen Belgische atlete, die zich had toegelegd op het polsstokhoogspringen. Zij nam deel aan de wereldkampioenschappen indoor en veroverde indoor en outdoor in totaal zeven Belgische titels.

## Biografie
Sophie Zubiolo werd in 1995 Belgisch indoorkampioene polsstokspringen. Ze verbeterde daarbij het Belgisch indoorrecord van Ingeborg Marx tot 3,80 m. Ook outdoor verbeterde ze in 1995 verschillende keren het Belgisch record en bracht het naar 3,95 m.
Tussen 1995 en 1998 veroverde Zubiolo vier opeenvolgende Belgische titels. In 1997 en 1999 veroverde ze ook de indoortitel. In 1997 wist ze zich te plaatsen voor de wereldkampioenschappen indoor in Parijs, waar ze met een evenaring van haar Belgisch indoorrecord de finale slechts miste op basis van het aantal sprongen.

### Clubs
Zubiolo was aangesloten bij CS Dyle en stapte over naar FC Luik.

## Belgische kampioenschappen
Outdoor
| Onderdeel        | Jaar                   |
| ---------------- | ---------------------- |
| polsstokspringen | 1995, 1996, 1997, 1998 |

Indoor
| Onderdeel        | Jaar             |
| ---------------- | ---------------- |
| polsstokspringen | 1995, 1997, 1999 |

## Persoonlijke records
| Onderdeel                 | Prestatie | Datum           | Plaats |
| ------------------------- | --------- | --------------- | ------ |
| polsstokspringen          | 3,95 m    | 2 juli 1995     | Jambes |
| polsstokspringen (indoor) | 3,90 m    | 18 januari 1997 | Gent   |

## Palmares
polsstokspringen
- 1995:  BK AC indoor - 3,80 m (NR)
- 1995:  BK AC - 3,80 m
- 1996:  BK AC - 3,70 m
- 1997:  BK AC indoor - 3,80 m
- 1997: 8e in kwal. WK indoor in Parijs - 3,90 m (NR)
- 1997:  BK AC - 3,80 m
- 1997: 22e in kwal. Universiade op Sicilië - 3,40 m
- 1998:  BK AC - 3,65 m
- 1999:  BK AC indoor - 3,60 m
- 2007:  BK AC indoor - 3,40 m